# La Dársena
La Dársena är en ort i Argentina.   Den ligger i provinsen Santiago del Estero, i den norra delen av landet, 1 000 km nordväst om huvudstaden Buenos Aires. La Dársena ligger 196 meter över havet och antalet invånare är 1 152.
Terrängen runt La Dársena är platt, och sluttar österut. Runt La Dársena är det ganska glesbefolkat, med 43 invånare per kvadratkilometer.. Närmaste större samhälle är Santiago del Estero, 11,2 km söder om La Dársena.
Runt La Dársena är det i huvudsak tätbebyggt.